# Tulipanero (recipiente)

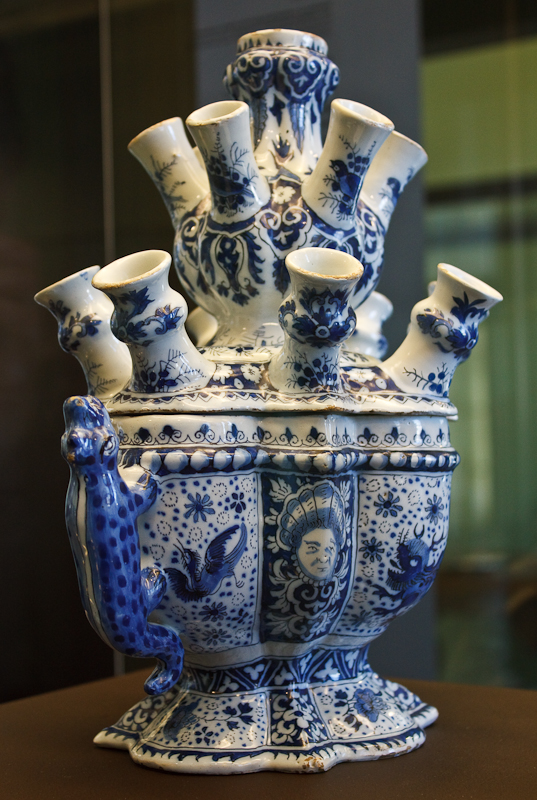
Tulipanero («tulpenvaas») de cerámica de Delft del siglo XVIII. Museum Boijmans Van Beuningen.

El tulipanero es un tipo de jarrón de varias bocas en el ámbito morfológico de los floreros de los Países Bajos, catalogado entre los elementos decorativos de la loza doméstica y con diferentes variantes en la cerámica europea, como el clavelero español.
Destinado a acoger flores cortadas, esencialmente tulipanes, una de sus variedades morfológicas es el jarrón piramidal, más usado como pieza decorativa que como recipiente floral. Los modelos más antiguos conocidos datan del siglo xvii y fueron elaborados en los Países Bajos, decorados con los tradicionales motivos y tonos azulados de la cerámica de Delft imitando las manufacturas de la porcelana china importada por la Compañía Holandesa de las Indias Orientales. Su producción está asociada al cultivo intensivo de tulipanes en Flandes desde finales del siglo xvi y a partir de bulbos traídos de Turquía.
Su morfología es variada: redondos, cuadrados, ovalados, planos o alzados en pisos, brazos, etc., y en diferentes tamaños, llegando a alcanzar más de 1.5 metros de altura. En Europa, su producción sería pronto replicada en los populares centros cerámicos alemanes como Meissen y en distintas factorías francesas.
Como ocurre con los claveleros, la estructura y tipología del tulipanero es afín a varios modelos de las jarras y botijos de trampa, recipientes con varios orificios para salida de líquido y uno principal de llenado. Además de los referidos modelos andaluz-mediterráneos (bien claveleros o floreros Valero), hay que citar la posible relación del tulipanero con la menorá (tradicional candelabro hebreo de siete brazos), de evidente similitud estructural.